# Уваров, Александр Вячеславович

## Биография
•	Член Союза Дизайнеров России
•	Член Московского Союза Художников
•	Академик Национальной Академии дизайна
•	Кандидат Искусствоведения
Окончил общеобразовательную школу № 899 в городе Москве, поступил в МГХПА им. С. Г. Строганова по направлению «промышленный дизайн», затем в аспирантуру МГХПА им. С. Г. Строганова. В 2010 году защитил кандидатскую диссертацию. В диссертационном исследовании впервые рассматриваться вопросы экологии в приложении к дизайнерской практике, А. Уваров вводит в научный обиход термин «Экологический дизайн».
В 2022 году стал членом Национальной Академии Дизайна. Имеет ряд научных публикаций, в том числе в зарубежных научных изданиях, автор книги «экологический дизайн», «Бионика». Практикующий промышленный дизайнер, с 2010 по 2020 год сотрудничал с компаниями Роснано, Роскосмос, Westel, LG и другими. С 2010 по 2015 год заместитель директора по науке Всероссийского Научно-исследовательского института Технической Эстетики.
В 2010 году защитил кандидатскую диссертацию. В диссертационном исследовании впервые рассматриваться вопросы экологии в приложении к дизайнерской практике, А. Уваров вводит в научный обиход термин «Экологический дизайн».
С 2018 по 2020 год проректор по науке Национального Института Дизайна, с 2018 по 2020 проректор национального Института Дизайна. С 2020 года преподает историю и теорию дизайна, так же за период с 2020 по 2023 год опубликовано несколько работ посвященных проблеме этики в проектной культуре. В 2023 году прошла персональная выставка Александра Уварова «Культура обыденности», на которой были представлены работы, созданные в период с 2020 по 2023 год.

## Образование
•	Московский Государственный Художественно-промышленный Институт им. С. Г. Строганова. Каф. Промышленный дизайн. Диплом с отличием.
•	Аспирантура МГХПА им С. Г. Строганова
Повышение квалификации:
•	2012 г. Томский Политехнический Университет, образование и цифровые технологии.
•	2016 г. AALO University (Helsinki. Finland) Digital art.
•	2017 г. Уральский Государственный архитектурно-художественный университет. Digital art.
•	2018 г. Уральский Государственный архитектурно-художественный университет. Новые стандарты образования.
•	2018 г. Саратовский Государственный Технический Университет им Гагарина Ю. А. Цифровые технологии и дизайн.

## Работал
•	Август 2018 — Август 2019. «Национальный институт дизайна». Проректор по научной работе и инновациям.
•	Август 2018 — по Январь 2019. «Национальный институт дизайна». Исполняющий обязанности ректора.
•	Июнь 2017 — по Август 2018. «Сибирский Дизайн Центр» (НОЦ, Национальный исследовательский Томский Государственный Университет). Заместитель директора.
•	Май 2017 — по Август 2018. Национальный исследовательский Томский Государственный Университет. Заведующий кафедрой «Дизайн»
•	Май 2017 — по Август 2018. Институт Современного Искусства. Художественный руководитель факультета «Дизайн и менеджмент»
•	Сентябрь 2007 — по Сентябрь 2019. Московская Государственная Художественно-промышленная Академия им. С. Г. Строганова. Доцент.
•	Сентябрь 2014 — по Январь 2017. Научно-исследовательский институт технической эстетики (ВНИИЭ) МГТУ МИРЭА. Заместитель директора по научной работе.
•	Сентябрь 2012 — Сентябрь 2014. Всероссийский Научно-исследовательский институт технической эстетики (ВНИИЭ). Руководитель отдела — «промышленный дизайн».

## Основные работы
•	2003 — Разработка подводного обитаемого аппарата «Русь», совместно с МГТУ им. Н. Э. Баумана и НИИ Океанологии
•	2011 — (LG и МГХПА им. С. Г. Строганова) проект домашнего кинотеатра (куратор проектной группы)
•	2012 — ((РКК) «ЭНЕРГИЯ» ИМ. С. П. Королева. МГХПА им. С. Г. Строганова). Проект транспортного модуля (Луна) (куратор проектной группы)
•	2013 — ((РКК) «ЭНЕРГИЯ» ИМ. С. П. Королева. МГХПА им. С. Г. Строганова). Проект приборов для работы в открытом космосе (куратор проектной группы)
•	2014 — Проект портативного мамогрофа (Роснано)
•	2015 г. (ВНИИТЭ) Руководитель проекта. Эргономический атлас.
•	2015 г. (ВНИИТЭ) Руководитель проекта. Гендерные модели и современный дизайн.
•	2015 г. (ВНИИТЭ) Руководитель проекта. «Эргономический атлас».
•	2015 г. (ВНИИТЭ) Руководитель проекта. «Гендерные модели и современный дизайн».
•	2016 г. «Tempus», (создание учебных материалов для магистерских программ «digital art»)
•	2018 г. Автор концепции и стратегии развития (в составе проектной группы) Сибирского Центра Дизайна
•	2020 г. Автор концепции и стратегии развития (в составе проектной группы) Поволжского центра ремесленной культуры и дизайна
•	2022 г. Автор концепции и стратегии развития (в составе проектной группы) Высшей школы искусств и дизайна ННГУ им. Лобачевского

## Публикации
Уваров А. В. Дизайн для будущего.
Декоративное искусство и предметно-пространственная среда. — Вестник МГХПУ. № 1, 2006 г.
Проектные технологии современного дизайна: гендерный аспект. Учебное пособие, М.-МИРЭА, 2016 Рег. Эл. номер 0321700863 от 27.04.2017
Уваров А. В. Проектирование, производство и потребление в системе глобальных экологических изменений. Искусство, дизайн, образование. Сборник научных статей. — М., РИЦ МГГУ им. М.А Шолохова. 2007 г.
Уваров А. В. Экологический дизайн
ISBN 978-5-903060-50-4 УДК 745/749 ББК 20.1+30.18 М. 2015.
Издательство Совпадение.
Уваров А. В. Влияние аудиовизуальной среды на функциональное состояние современного человека.
Психология и педагогика: методика и проблемы практического применения: сборник материалов ХLVI Международной научно-практической конференции / Под общ. ред. С. С. Чернова. — Новосибирск: Издательство ЦРНС, 2015.
Уваров А. В. Вторая природа. Сборник материалов Научно-практической 5. стр. ------
конференции «Рамки профессии», состоявшейся в Научно-исследовательском институте технической эстетики 28 апреля 2015 года / под ред. Т. Н. Горобец. М.: Изд-во «Перо», 2015.
Уваров А. В. Проблема переосмысления образов прошлого в проектной культуре
Научно-аналитический журнал по вопросам искусствоведения «Декоративное искусство и предметно-пространственная среда. Вестник МГХПА» /Московская государственная художественно-промышленная академия имени С. Г. Строганова. — МГХПА, 2015. — № 4.
Уваров А. В. Глобальный кризис и творческие индустрии в эпоху перемен / А. В. Уваров // сфера
культуры. 2021. No3 — С 36-44.
Уваров А. В., Ставицкий В. В. Термин «дизайн»: от энтропии к определённости / А. В. Уваров, В. В. Ставицкий // декоративное искусство и предметно — пространственная среда . 2021. No2 — С 91-102.
Уваров А. В., Удальцова М. Б. Проблема переосмысления образов прошлого в проектной
культуре / А. В. Уваров, Удальцова М. Б.//декоративное искусство и предметно — пространственная среда. Вестник РГХПУ им. С. Г. Строганова.2015. No4 — С 49-57.
Материалы конференции «фундаментальная наука и технологии — перспективные разработки» ХXXII международная научно-практическая конференция 21-22 августа 2023 г. Bengaluru, Karnataka, India (4 стр.) сборник материалов конференции «Fundamental science and technology — promising developments XXXII». А. В. Уваров «Этический компонент в проектной практике. опыт работы со студентами»
Декоративное искусство и предметно-пространственная среда Вестник РГХПУ им. С. Г. Строганова. Номер государственной регистрации: АААА-А19-119112190084-9 ББК 30.182 ISSN 1997-4663
2/2023 Часть 2
А. В. Уваров, Ю. В. Назаров Статья «Автор — искусственный интеллект»
Декоративное искусство и предметно-пространственная среда Вестник РГХПУ им. С. Г. Строганова. Номер государственной регистрации: АААА-А19-119112190084-9 ББК 30.182 ISSN 1997-4663
1/2023 Часть 2
А. В. Уваров, Ю. В. Назаров Статья «Шаг назад. „Low-tech“ технологии»
Декоративное искусство и предметно-пространственная среда Вестник РГХПУ им. С. Г. Строганова. Номер государственной регистрации: АААА-А19-119112190084-9 ББК 30.182 ISSN 1997-4663
1/2023 Часть 2
А. В. Уваров, Ю. В. Назаров «Современная дизайнерская практика. Этические проблемы»
Декоративное искусство и предметно-пространственная среда Вестник РГХПУ им. С. Г. Строганова. Номер государственной регистрации: АААА-А19-119112190084-9 ББК 30.182 ISSN 1997-4663
3/2023 Часть 3 А. В. Уваров, Ю. В. Назаров «дизайн для социального благополучия».